# Neomelicharia roseola
Neomelicharia roseola är en insektsart som beskrevs av Medler 1999. Neomelicharia roseola ingår i släktet Neomelicharia och familjen Flatidae. Inga underarter finns listade i Catalogue of Life.